# Дух (мифология)
Дух — в мифологии сверхъестественное существо, наделённое волей, способностью воспринимать предметы и различными сверхъестественными способностями и возможностями, при этом само остающееся (почти) всегда недоступным для восприятия. Духам часто приписывают невидимость, разум, ясновидение, способность к полёту, исчезновению и появлению. Дух якобы может либо никак себя не проявлять, либо становиться видимым, входить в контакт с человеком, общаться с ним (словесно или мысленно), вызывать у человека видения, болезни, становиться причиной тех или иных явлений природы.
Рождение и смерть для духа невозможны в физическом плане. Также дух может вселяться в неодушевлённый предмет, в растение или в животное, становясь причиной роста, поломки, болезни, необъяснимого поведения, аномальных явлений, происходящих с предметом, растением или животным. В некоторых культурах бытует мнение, что духи могут вселяться в человека и подчинять себе его волю (см. статью «Одержимость»).
В русском языке слово «дух» означает также воздух или запах, что может говорить о том, что духи обладают свойствами воздуха.

## Духи в религиях
Образ духа появляется как результат наделения всего окружающего мира человеческими чертами, в частности, способностью к восприятию и волей. Дух может восприниматься как сущность, связанная с человеком, иным живым существом, предметом или явлением. Таким образом, предполагается существование духов животных, растений, лесов, водоёмов, облаков, ветров, дождей, гроз, домашнего очага, охоты, рыбной ловли и так далее. Происходит мистификация сил природы. Считается, что дух управляет поведением того, к чему относится (действиями животного, ростом растения, удачей на охоте, наличием или отсутствием осадков и так далее). Оскорблённый действиями человека дух может отомстить ему, ублаготворённый — помочь. У человека наряду со знанием о реальном мире и связях в нём возникла вера в существование у определённых человеческих действий способности таинственным и иррациональным способом обеспечивать достижение желаемого результата. С точки зрения материалистического и научного мировоззрения вера в духов отражает низкий уровень знаний о мире, не дающий возможности рационально объяснить природные явления, а также высокую степень зависимости от неподконтрольных человеку явлений природы, которые из-за этого воспринимаются как благосклонность или месть неведомых сил.
«Одухотворение» мира естественным образом приводит к представлению о том, что с духами, населяющими мир, человек может сосуществовать, конфликтовать, общаться, договариваться, заключать сделки, бороться, обращаться к ним с просьбами, заставлять выполнять некоторые свои желания, задабривать или даже наказывать их.
В религиях и мифах народов мира
- Албасты, абасы — демоны женского пола в иранской и тюркской мифологии.
- Ангелы.
- Асуры — духи в буддийской мифологии.
- Демоны.
- Джинны — духи в культуре народов Ближнего Востока и Центральной Азии.
- Домашние божества и духи.
- Дэвы — злые духи в фольклоре народов Кавказа, Урала, Передней, Малой и Средней Азии.
- Каджи — духи ветра в армянской и грузинской мифологиях.
- Ками — божества и / или духи в синтоизме.
- Лха — божества и / или духи в мифологии тибетцев.
- Маниту — духи в традиционных воззрениях североамериканских алгонкинов.
- Метсаваймы — духи леса в эстонской мифологии.
- Пирешти — духи в чувашской мифологии.
- Ээзи — духи, хозяева природы в мифологии алтайцев.
- Тама — духи, присущие японским божествам (ками) в синтоизме.

## Духи людей (души)
Описываются также духи, представляющие собой разум человека (обычно, умершего), существующий отдельно от его тела. Существует множество религиозных верований и суеверий, связанных с духами умерших людей. Как правило, они описывают посмертное существование человека как жизнь в виде духа.
В ряде религиозных культур считается, что дух умершего может упокоиться (то есть удалиться в иной мир или реинкарнироваться), только если он не обеспокоен чем-либо и если тело умершего погребено в соответствии с определёнными правилами. Если же это не так, то дух может оставаться на Земле среди живых (будучи невидим и неощутим, но, возможно, сохраняя способность воспринимать окружающее или даже влиять на происходящее) до тех пор, пока не исчезнут тревожащие его явления и люди, либо пока тело умершего не будет погребено. В частности, по православным представлениям душа умершего 40 дней пребывает среди живых, после чего уходит в мир иной.  По синтоистским представлениям дух умершего неправедной смертью будет обитать среди людей до тех пор, пока жив его обидчик; также в синтоизме считается, что духи умерших родителей оберегают жилище.
Существуют методики, якобы позволяющие человеку временно покидать своё тело в форме духа и перемещаться в пространстве, наблюдая происходящие вокруг события. Большинство учёных скептически относятся к подобным сообщениям.